# 鳥島 (佐賀県)
鳥島（とりしま）は佐賀県唐津市の唐津湾に浮かぶ無人島。

## 概要
唐津湾西ノ浜の沖合およそ700m、唐津港の入り口に位置しており同港にとって自然の防波堤の役割を果たしている。唐津市の市街地から最も近い島で、夏には遠泳大会やいかだレース大会が行われることがある。
老松の茂る島は、かつては営林署の保養林として開放されており、昭和30年代頃までは料亭「玄洋閣」が営業し、夏場には汽船も運行され多くの人で賑わうなど保養地としての趣を見せていた。また観光の目玉にしようとタイワンザルの放し飼いを試みたこともあるが、サルが観光客や周辺の漁師を襲うなどしたため失敗している。現在は完全な無人島で予約制の瀬渡し船が運行されるのみだが、鳥島自然公園として都市公園の指定を受けている。また、カヤックやボートでの上陸も容易なため、自然学習の場としての活用も多い。
島の南東側にある砂州（満潮時には水没する）の先端部には神奈川県江ノ島神社より分霊を受けた鳥島弁財天が鎮座しており、年2回の例祭では「弁財天祭り」と称した島の清掃活動などが行われている。
1950年代、唐津炭坑の最盛期には唐津湾を鳥島や高島まで埋め立てその用地を確保するという構想も真剣に検討されていたが、炭坑の衰退とともに頓挫した。